# Marc Moulin
Pour les articles homonymes, voir Moulin (homonymie).
Marc Moulin, né le 16 août 1942 à Ixelles (région de Bruxelles-Capitale) où il est mort le 26 septembre 2008, est un pianiste, compositeur, animateur et producteur radio, humoriste, chroniqueur et touche-à-tout belge.

## Biographie

### Jeunesse
Marc Moulin naît le 16 août 1942 à Ixelles, une commune bruxelloise, il est le fils du sociologue et écrivain Léo Moulin et de Jeanine Moulin, poétesse, essayiste et critique littéraire. Il suit des cours de musique à l'académie de musique d'Ixelles. Parallèlement à sa formation musicale, il est licencié en sciences politiques et en sciences économiques de l'Université libre de Bruxelles.
En 1979, il crée, à la suite d'un canular, le groupe de musique électronique Telex avec Dan Lacksman et Michel Moers. Le groupe représentera la Belgique à l'Eurovision en 1980 et terminera parmi les derniers avec trois points distribués par la Grèce qui manquèrent d'être attribué aux Pays-Bas.
Animateur radio sur La Première, créateur des concepts Cap de nuit, King Kong, Radio Crocodile et Radio Cité. Il crée en 1987 avec Jacques Mercier La Semaine infernale (où il propose la saga des "Tilkin") et participe au Jeu des dictionnaires (Radio et Télé) en 1989 aux côtés de Philippe Geluck, Soda (Marie-Françoise Renson), Jean-Jacques Jespers, Jean-Pierre Hautier, Jules Metz (Monsieur Météo) durant des années. Il est également chroniqueur au Télémoustique où il signe chaque semaine une chronique acide de l'actualité illustrée par Pierre Kroll sous le titre Les Humœurs de Marc Moulin.
Pianiste de formation, fondateur du groupe de jazz fusion Placebo, il connaît ses plus grands succès au sein du groupe électronique Telex. Il est, par ailleurs, producteur de nombreux artistes tels Lio, Alain Chamfort ou le groupe américain Sparks. Il est un des artistes majeurs de la scène lounge.
Il est le père du remixeur deep house Denis Moulin, dit La Malice.

### Mort
Marc Moulin meurt d'un cancer de la gorge le 26 septembre 2008. Son inhumation a lieu le 29 septembre 2008 au cimetière d'Ixelles, dans la plus stricte intimité selon ses dernières volontés,,, sa mort est annoncée le jour même sur le site du quotidien Le Soir et ensuite confirmée par un de ses collègues du Télémoustique. À l'annonce de la nouvelle par téléphone Ron et Russel Mael, des Sparks, auraient fondu en larmes. Pierre Kroll, qui illustrait ses Humœurs dans Télémoustique, déclare : « Il est irremplaçable. Et je déteste entendre parler d'une vie bien remplie. Marc n'était pas coureur cycliste, mais musicien de jazz et auteur. Il pensait et écrivait. À 66 ans, il ne nous a peut-être donné que la moitié de ce qu'il avait en lui ».

## Discographie

### AvecTelex
- Looking For St. Tropez
- Neurovision
- Sex (The Birds and the Bees)
- Wonderful World
- Looney Tunes
- How Do You Dance ?

### AvecPlacebo
- Ball of Eyes (1971)
- 1973 (1973)
- Placebo (1974)
- Placebo Sessions 1971-74 (2006)

### En solo
- Sam' Suffy (1975)
- Picnic (1986)
- Maessage (1992)
- Top Secret (2001)
- Entertainment (2004)
- Sam' Suffy (2005)
- I Am You (2007)
- Best of (2009)

#### Livres
: document utilisé comme source pour la rédaction de cet article.
- Thierry Coljon, Les Neuf Vies de Marc Moulin, Bruxelles, Éditions Luc Pire, 2007, 141 p., ill. ; 20 cm (ISBN 9782874157257 et 2874157252, OCLC 1400361337, présentation en ligne). .

#### Articles
- (en) « The belgian pop and rock archives - Marc Moulin » (consulté le 24 janvier 2023).
- Marc Moulin (interviewé par Étienne Payen), « Marc Moulin - Propos recueillis par Étienne Payen », Jazz in Belgium,‎ mai 2007 (lire en ligne, consulté le 24 janvier 2023)
- Thierry Coljon, « Marc Moulin s'en est allé », Le Soir,‎ 30 septembre 2008 (lire en ligne, consulté le 24 janvier 2023).